# سوگند (مجموعه تلویزیونی ۲۰۱۹)
سوگند (به ترکی: Yemin)، یکی از سریال‌های محبوب ترکیه‌ای در سطح جهانی و محصول سال ۲۰۱۹ است که در ۵۰۳ قسمت ۱۲۰ دقیقه و در ژانر درام و عاشقانه تولید شده. اوزگه یائیز و گوکبرک دمیرجی بازیگران اصلی این سریال در نقش‌های ریحان و امیر تارهون هستند. این سریال در تاریخ ۱۸ فوریه سال ۲۰۱۹ میلادی نمایش خود را آغاز کرد و در سال ۲۰۲۳ پس از تولید ۴ فصل و ۴ سال پخش پایان یافت.عموما فصل ۱ و ۲ این سریال محبوبیت بیشتری داشته و فصل ۲ اوج سریال شناخته میشود که با پایان ناگهانی و غیر منتظره شخصیت ریحان با بازی اوزگه یاگیز این فصل تمام شد و پس از آن سریال رو به افول گذاشته شد.

## داستان سریال

### فصل اول:
ریحان دختری سرسخت، فروتن و متواضع است. مادرش مریم، او را به تنهایی بزرگ کرده‌است. او همیشه در هنگام مشکل از دوست قدیمی و برادر ناتنی مادرش، آقای حکمت کمک می‌گرفت، مردی که علاقه خاصی به این دختر کوچولوی مؤدب داشت. سال‌ها بعد مادر ریحان؛ مریم از دنیا می‌رود و آقای حکمت برای انجام مراسم تدفین به زادگاهش سفر می‌کند و در آنجا یک بار دیگر تحت تأثیر خوش قلبی و رفتار مهربان ریحان قرار می‌گیرد و اینکه چقدر شجاعانه توانسته با مشکلات و مصائب زندگی و از دست دادن تنها عزیز زندگی اش کنار بیاید. او در ریحان امید و زندگی می‌بیند و از آنجایی که به تازگی متوجه شده که بیماری لاعلاجی دارد فکر می‌کند می‌تواند بار زندگی‌اش را به دوش ریحان بیندازد.
همسر آقای حکمت، زنی حریص و فاسد است که حتی توان مراقبت از دختر ناتوان و معلول آنها را ندارد؛ و پسرش امیر یک شورشی وحشی و بی پروا است که می‌تواند به راحتی ثروت خانواده را به باد بدهد ثروتی که آقای حکمت در تمام دوران زندگی‌اش با تلاش به‌دست آورده و حالا بیزنس موفقی دارد. آقای حکمت ریحان را به استانبول می‌آورد که با پسر فاسدش ازدواج کند که ریحان در ابتدا مخالف این اتفاق است.
نهایتاً اگرچه او کمی مردد شده‌است اما ریحان به او قول می‌دهد که با پسرش امیر ازدواج کند و از خانواده‌اش مراقبت کند فقط به این دلیل که آقای حکمت به مادر او کمک کرده بود. امیر درابتدا نمی‌خواهد با ریحان ازدواج کند چون آزادی‌اش را خیلی دوست دارد اما نهایتاً به خاطر اصرارهای پدرش با ریحان ازدواج می‌کند و قسم می‌خورد که به پدرش درس دیگری بدهد و ثابت کند که او باید تصمیماتش را خودش بگیرد. امیر رفتارهای نامناسبی با ریحان می‌کند تا او خودش از امیر طلاق بگیرد و بگذارد که امیر هر کاری که می‌خواهد انجام بدهد و برای همیشه از دست کنترل‌های پدرش آزاد بشود. مادر امیر هم رفتارهای بدی با ریحان دارد اما ریحان فقط دلش را به پدرشوهر و خواهر شوهرش خوش کرده است.
مادر امیر هم توطئهٔ دیگری علیه ریحان درسر دارد زیرا دلش می‌خواهد پسرش با خانواده‌ای از طبقه بالای جامعه وصلت کند. امیر که عذاب‌هایش را برای ریحان شروع کرده در یک نقطه از خودش می‌پرسد که چرا باید این دختر معصوم عذاب بکشد درحالی‌که این پدر اوست می‌خواهد به او آسیب بزند. به همین دلیل او کمی نرم‌تر شده و ریحان بعد آرام و منعطف‌تری از امیر را می‌بیند و با وجود ظاهر سرسخت امیر مقاومت در مقابل او را غیرممکن می‌بیند.
درحالی‌که آینده برای این زوج تازه ازدواج کرده کمی روشن‌تر دیده می‌شود، به شکل غم‌انگیزی بیماری آقای حکمت او را از پا درمی‌آورد و فرصتی برای مادر امیر به‌دست می‌آید که کنترل خانواده را به‌دست بگیرد. او زندگی را برای عروسش به یک کابوس تبدیل می‌کند و پسرش امیر را وادار می‌کند با دختر یک خانواده از طبقه بالای استانبول ارتباط برقرار کند.

### فصل دوم:
پس از پاپوش جمره و جاویدان برای امیر حکمت که از زبان ریحان متوجه خیانت امیر شد از ریحان میخواهد که قسم ش را بشکند ریحان قسم ش را می شکند و برای سه ماه میرود در آن سه ماه جمره از نبودن ریحان استفاده کرده و کل خانه را به دست گرفته تا و حکمت که متوجه کارهای بد جاویدان با ریحان شده جاویدان را از خانه بیرون انداخته همه چیز با نبود ریحان و جاویدان به روند سابق برگشته تا اینکه امیر و ریحان دوباره با هم رو به رو می‌شوند و ....

### فصل سوم:
ریحان باردار است، بارداری برای او خطرناک است.امیر که سعی میکند ریحان را از زایمان منصرف،ریحان میگوید که میخواهد فرزندش را بدنیا اورد.سپس ریحان در روز زایمان به دلیل درد زیاد جانش را از دست میدهد و فوت میکند.
فصل چهارم
حال داستان عوض.... شده.امیر فرق کرده.با مرک ریحان هزاران سختی نه تنها برای امیر بلکه برای همه پیش آمده.
حمت سلامتی اش را به‌دست می آورد و همه ی کارهای جاویدان را لو میدهد و جاویدان به زندان میرود و اخلاقش خوب شده و با قبل فرق کرده.اکنون جاودان زن خوبی شده و از انجا که امیر از فرزندش(ییعیت)متنفر است زنی به نام فریده که یکی از ۵ شخصیت اصلی داستان شده را به خانه ی تارهپن ها میفرستد تا مراقب ییعیت باشد.به مرور زمان امیر و فریده میخواهند ازدواج کنند و امیر هم عاشق فرزندش شده.ولی بنا بر دلایلی که امیر مرتکب یک اشتباه شد،خود امیر عروسی را خراب میکند.حال در ان سو جاودان به خانه برگشته.همچنین جمره هم ادم خوبی شده.جاودان به خانه برگشته ولی در یک اتفاق بد حافظه اش پاک میشود و بعدا به صورت سریالی حافظه اش را به‌دست می اورد.فریده با امید(عمر)ازدواج میکند.او هنوز امیر را دوست دارد و برای راحتی او با امید ازدواج میکند.ولی نمیداند امید گرگی است که در لباس میش ظاهر شده و امید یک قاتل و انسان خطرناک است.حکمت با سونگول که قبلا زن داداش فریده بود ازدواج میکند و نمیداند سونگول چه انسان خطرناکیست.سونگول با تهدیدهایی که حکمت را کرد باعث شد که آقای حکمت سکته کند و به بیمارستان برود.او در همان روز به امیر میگوید:ظاهرا هم من هم تو قبول دارین فریده در خطر است پس باید مواظبش باشیم!
امید این هارا میشنود و یواشکی وارد اتاق حکمت در بیمارستان شده و در سرم او دارو میریزد و حکمت فوت میکند.حال ضربه ای سخت به تمامی تارهون ها وارد شده.سونگول صاحب مال و ثروت حکمت میشود ولی بعد رسوا میشود.از ان سو امید همچنان فریده را اذیت میکند که فریده دست به خودکشی میزند ولی زنده میماند و دیگران فکر میکنند فریده از روی پله افتاده.امید نقشه ای برای قتل امیر میکشد.وی توسط فریده چاقو خورد.امید می‌خواست به فریده تجاوز کند ولی فریده با چاقو امید را زد.امید به فریده میگوید باید بگویی که امیر به من را چاقو زده مگرنا همه را میکشم.فریده هم یواشکی به امیر این مسئله را میگوید و امیر قبول کرده و به زندان میرود.روزی امید فردی را به زندان میفرستند و با چاقو به کنر امیر ضربه میزند.امیر از بیمارستان فرار میکند و پلیس دستگیرش میکند ولی بعدا ازاد میشود.روزی امیر سر قبر ریحان میرود و اورا میبخشد.در همین حال امید با اسلحه به امیر شلیک میکند و باید دید در ادامه چه میشود

### فصل پنجم
حال چهارسال گذشت.روزی که امیر تیر میخورد فردی به نام حسن امیر را میبیند و نجاتش می‌دهد. امیر می‌خواهد با زنی به نام تولای ازدواج کند چون فکر می‌کند تولای مادر خوبی برای پسرش ییعیت است!
اما تولای خودش یک شیطان بود!امیر با گل پری دختری که سختی ها کشیده آشنا می‌شود و...

## بازیگران و شخصیت‌ها
| بازیگران             | نقش            | توضیحات                                                                       |
| اوزگه یائیز          | ریحان          | همسر امیر،خواهر زاده حکمت، دختر عمه امیر و سونا،عروس حکمت و جاودان            |
| گوکبرک دمیرجی        | امیر تارهون    | همسر ریحان،پسر حکمت و جاودان،برادر سونا،دوست ظفر و جمره، رئیس شرکت تارهون     |
| Berkant Müftüler     | حکمت تارهون    | پدر سونا و امیر،پدر شوهر ریحان، همسر جاودان،برادر کمال، بنیانگذار شرکت تارهون |
| Gül Arcan            | جاویدان تارهون | مادر سونا و امیر،همسر حکمت،مادر شوهر ریحان،دوست جمره                          |
| جان ورل              | کمال تارهون    | عموی امیر و سونا، برادر حکمت،رئیس شهریه،پدر ماسال، وکیل،وکیل شرکت تارهون      |
| Cansın Mina Gür      | ماسال تارهون   | دختر کمال،دختر عموی سونا و امیر،برادر زاده حکمت،                              |
| جیدا ارگونر          | جمره           | دوست امیر و ظفر،عاشق امیر،دوست جاودان،                                        |
| Sıla Türkoğlu        | سونا تارهون    | خواهر امیر،عاشق تاجی،دختر حکمت و جاودان،دوست ریحان ظفر و جمره                 |
| Ali Dereli           | ظفر            | دوست امیر ریحان سونا جمره،کارمند شرکت تارهون                                  |
| Derya Kurtuluş Oktar | شهریه          | کارگر کمال، مادر صفر،مادر شوهر نگار                                           |
| Can kaglar           | تاجی           | دزد، بعداً کارمند کمال می شود،عاشق سونا                                        |